# Swansea (Illinois)
Swansea és una població dels Estats Units a l'estat d'Illinois. Segons el cens del 2000 tenia 10.579 habitants.

## Demografia
Segons el cens del 2000, Swansea tenia 10.579 habitants, 3.937 habitatges, i 2.799 famílies. La densitat de població era de 805,6 habitants/km².
Dels 3.937 habitatges en un 37,3% hi vivien nens de menys de 18 anys, en un 57,6% hi vivien parelles casades, en un 10,3% dones solteres, i en un 28,9% no eren unitats familiars. En el 24,4% dels habitatges hi vivien persones soles el 10,1% de les quals corresponia a persones de 65 anys o més que vivien soles. El nombre mitjà de persones vivint en cada habitatge era de 2,59 i el nombre mitjà de persones que vivien en cada família era de 3,11.
Per edats la població es repartia de la següent manera: un 26,6% tenia menys de 18 anys, un 7,4% entre 18 i 24, un 29,6% entre 25 i 44, un 21,5% de 45 a 60 i un 14,9% 65 anys o més.
L'edat mediana era de 38 anys. Per cada 100 dones de 18 o més anys hi havia 87,1 homes.
La renda mediana per habitatge era de 49.851 $ i la renda mediana per família de 58.032 $. Els homes tenien una renda mediana de 40.747 $ mentre que les dones 29.911 $. La renda per capita de la població era de 25.634 $. Aproximadament el 4,9% de les famílies i el 6,7% de la població estaven per davall del llindar de pobresa.

## Poblacions més properes
El següent diagrama mostra les poblacions més properes.